# Малатия
 Тази статия е за града в Турция.  За вилаета вижте Малатия (вилает).  
Мала̀тия (на турски: Malatya) е град в Югоизточна Турция, административен център на вилает Малатия. Съществува от времето на хетите, а през римската епоха там е разположен голям военен гарнизон. Шосеен и жп транспортен възел. Текстилна, тютюнева и хранително-вкусова промишленост. Производство на захар, цимент, и вино. Университет „Иньоню“, основан през 1975 г. Население 467 255 души от преброяването през 2007 г.

## Спорт
Представителният футболен отбор на града се казва Малатияспор. Дългогодишен участик е във висшия ешелон на турския футбол групата Тюрксел Сюпер Лиг.

## Личности
Родени в Малатия
- Хрант Динк (1954 – 2007), журналист
- Тургут Йозал (1927 – 1993), политик
- Агоп, македоно-одрински опълченец, 24-годишен, Солунски доброволчески отряд[1]